# Trevor Lucas

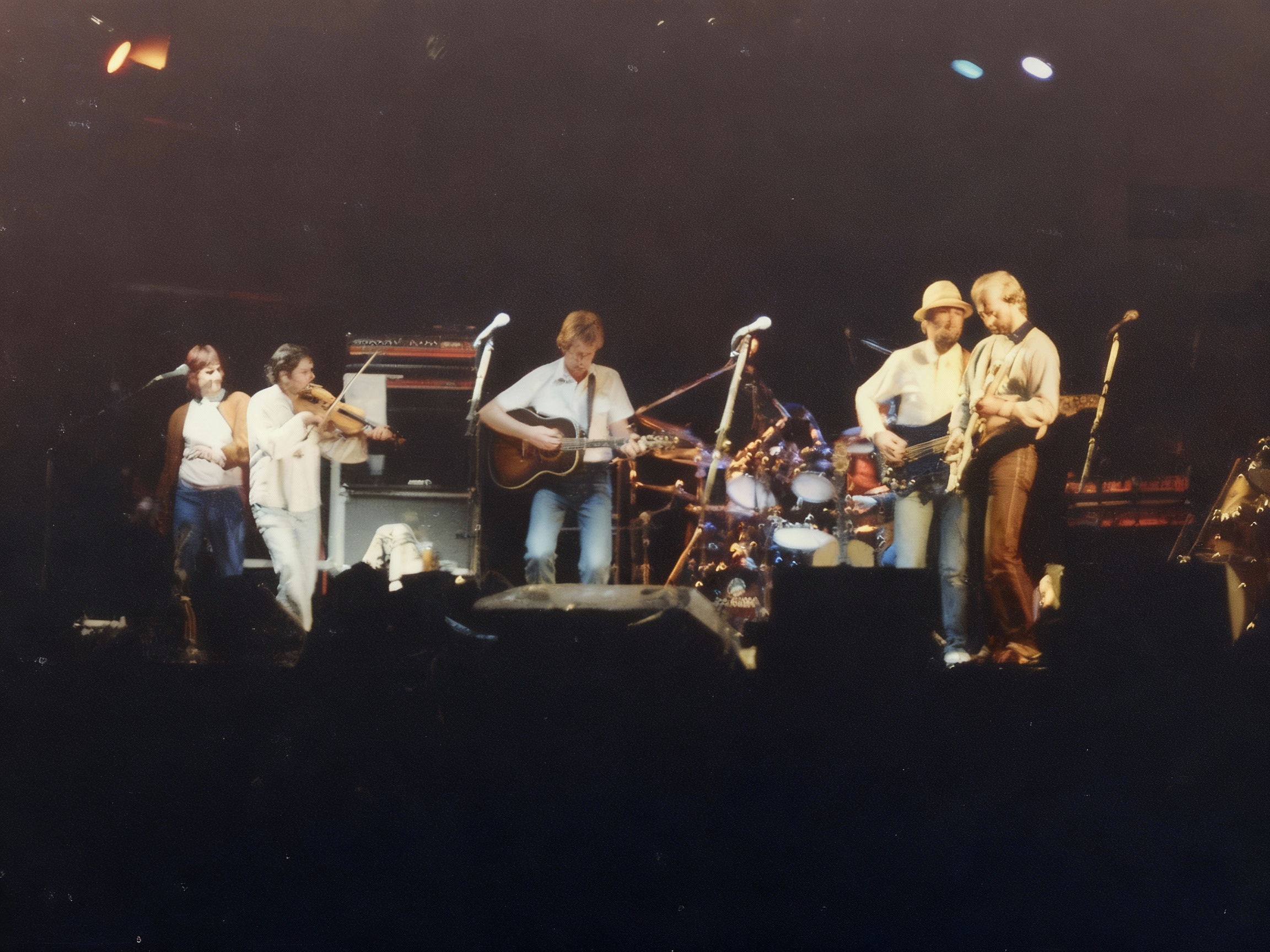
Trevor Lucas (Mitte) bei Fairport Convention 1982.

Trevor Lucas (* 25. Dezember 1943 in Melbourne; † 4. Februar 1989 in Sydney) war ein australischer Folk-Sänger und -Gitarrist.
Geboren in Australien, zog Lucas Mitte der 1960er Jahre nach Großbritannien und veröffentlichte dort 1966 sein Solo-Debüt Overlander. Zwischen 1967 und 1969 war er Mitglied der Folkband Eclection. Ende der 1960er Jahre ging Lucas eine Beziehung mit Sandy Denny ein. Zusammen mit ihr und Gerry Conway bildeten sie Fotheringay. Die Band nahm 1970 ein einziges Album auf und trennte sich dann wieder, da Denny sich entschloss, eine Solo-Karriere zu starten.
Mitte 1972 schloss sich Lucas Fairport Convention an und heiratete Denny 1973, die 1974 auch wieder zu Fairport Convention stieß. Dort hielt es die beiden jedoch nicht lange; schon 1976 stiegen beide wieder aus. Im Juli 1977 wurde ihre gemeinsame Tochter Georgia geboren. 1978 starb Denny dann überraschend an einer Hirnblutung nach einem Treppensturz. Lucas heiratete ein zweites Mal und zog zurück nach Australien, wo er 1989 an einem Herzfehler starb.
Lucas ist als Studiomusiker auch auf Aufnahmen von The Strawbs, Richard Thompson, Al Stewart und Stefan Grossman zu hören.
| Personendaten    | Personendaten                                    |
| ---------------- | ------------------------------------------------ |
| NAME             | Lucas, Trevor                                    |
| KURZBESCHREIBUNG | australisch-britischer Folksänger und -gitarrist |
| GEBURTSDATUM     | 25. Dezember 1943                                |
| GEBURTSORT       | Melbourne                                        |
| STERBEDATUM      | 4. Februar 1989                                  |
| STERBEORT        | Sydney                                           |